# Ryō Ryūsei
Ryō Ryūsei (Tokyo, 24 marzo 1993) è un attore e doppiatore giapponese.

## Filmografia

### Televisione
| Anno | Titolo                                               | Ruolo                           | Emittente | Altre note |
| ---- | ---------------------------------------------------- | ------------------------------- | --------- | ---------- |
| 2010 | Sunao ni Narenakute                                  | Takahashi Masafumi              | Fuji TV   |            |
| 2010 | Hammer Session!                                      | Takumi Hirose                   | TBS       |            |
| 2010 | Himitsu                                              | Haruki Soma                     | TV Asahi  |            |
| 2011 | Rebound                                              | Mystery man (Shiro Tenno)       | NTV       |            |
| 2011 | Ouran High School Host Club (serie televisiva)       | Umehito Nekozawa                | TBS       |            |
| 2011 | Jūichinin mo iru!                                    | Uno                             | TV Asahi  |            |
| 2013 | Zyuden Sentai Kyoryuger                              | Daigo Kiryu, Kyoryu Red (voice) | TV Asahi  |            |
| 2013 | Onna Nobunaga                                        | Ranmaru Mori                    | Fuji TV   |            |
| 2014 | Great Teacher Onizuka (serie televisiva 2012) (2014) | Kohei Serizawa                  | Fuji TV   |            |
| 2014 | Gomen ne Seishun!                                    | Takashi Ohki                    | TBS       |            |
| 2016 | Koe Koi                                              | Makoto Hyodo                    | TV Tokyo  |            |
| 2016 | Kenja no no Ai                                       | Naomi Sawamura                  | WOWOW     |            |
| 2017 | Hiyokko                                              | Watabiki                        | NHK       | Asadora    |

- Omukae desu

### Cinema
| Anno | Titolo                                                                                          | Ruolo                          | Emittente                         |
| ---- | ----------------------------------------------------------------------------------------------- | ------------------------------ | --------------------------------- |
| 2012 | Liar Game: Reborn                                                                               | Osamu Shimoharada              | Toho                              |
| 2012 | Ouran High School Host Club (film)                                                              | Umehito Nekozawa               | Sony Pictures Entertainment Japan |
| 2012 | The Castle of Crossed Destinies / Ōoku -Eien-                                                   | Shinsuke                       | Shochiku/Asmik Ace Entertainment  |
| 2013 | Tokumei Sentai Go-Busters vs. Kaizoku Sentai Gokaiger: The Movie                                | Kyoryu Red (voce)              | Toei                              |
| 2013 | Kamen Rider × Super Sentai × Space Sheriff: Super Hero Taisen Z                                 | Daigo Kiryu/Kyoryu Red (voce)  | Toei                              |
| 2013 | Zyuden Sentai Kyoryuger: Gaburincho of Music                                                    | Daigo Kiryu/Kyoryu Red (voice) | Toei                              |
| 2014 | Zyuden Sentai Kyoryuger vs. Go-Busters: The Great Dinosaur Battle! Farewell Our Eternal Friends | Daigo Kiryu/Kyoryu Red (voce)  | Toei                              |
| 2014 | Heisei Riders vs. Shōwa Riders: Kamen Rider Taisen feat. Super Sentai                           | Daigo Kiryu/Kyoryu Red (voce)  | Toei                              |
| 2015 | Ressha Sentai ToQger vs. Kyoryuger: The Movie                                                   | Daigo Kiryu/Kyoryu Red (voce)  | Toei                              |
| 2015 | Orange                                                                                          | Hiroto Suwa                    | Toho                              |
| 2016 | Shimauma                                                                                        | Dora                           | Phantom Film                      |
| 2016 | Nakimushi Pierrot no Kekkonshiki                                                                | Yosuke Akiyama                 |                                   |
| 2017 | Kimi to 100 Kaime no Koi                                                                        | Naoya Matsuda                  |                                   |
| 2017 | Sensei!                                                                                         | Kōsuke Kawai                   |                                   |
| 2020 | Risutāto wa Tadaima no Ato de                                                                   | Yamato                         |                                   |